# Абака (вестник)
„Абака“ (на български: Бъдеще) е арменски вестник в България.
Вестникът е социалдемократичен полумесечник, орган е на социалдемократическата партия „хънчакисти“. Излиза на 1 (14) и 15 (28) януари 1905 г. в Русе, а след това има още пет броя, които се издават в Париж. Отговорен редактор е Степан Дердерян. Отпечатва се в търговска печатница „Меркур“.